# Laboratorio Europeo di Biologia Molecolare

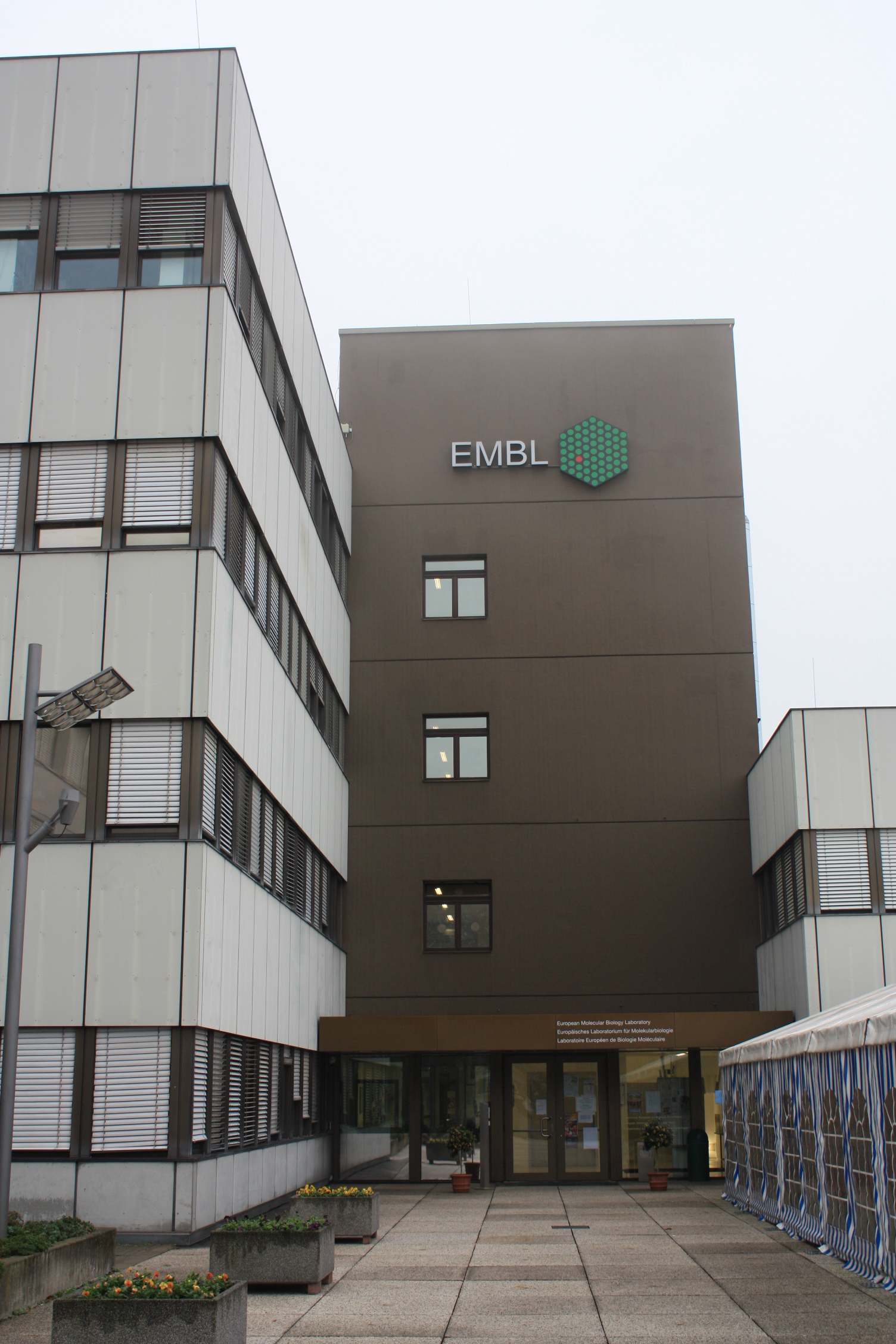
Laboratorio principale a Heidelberg

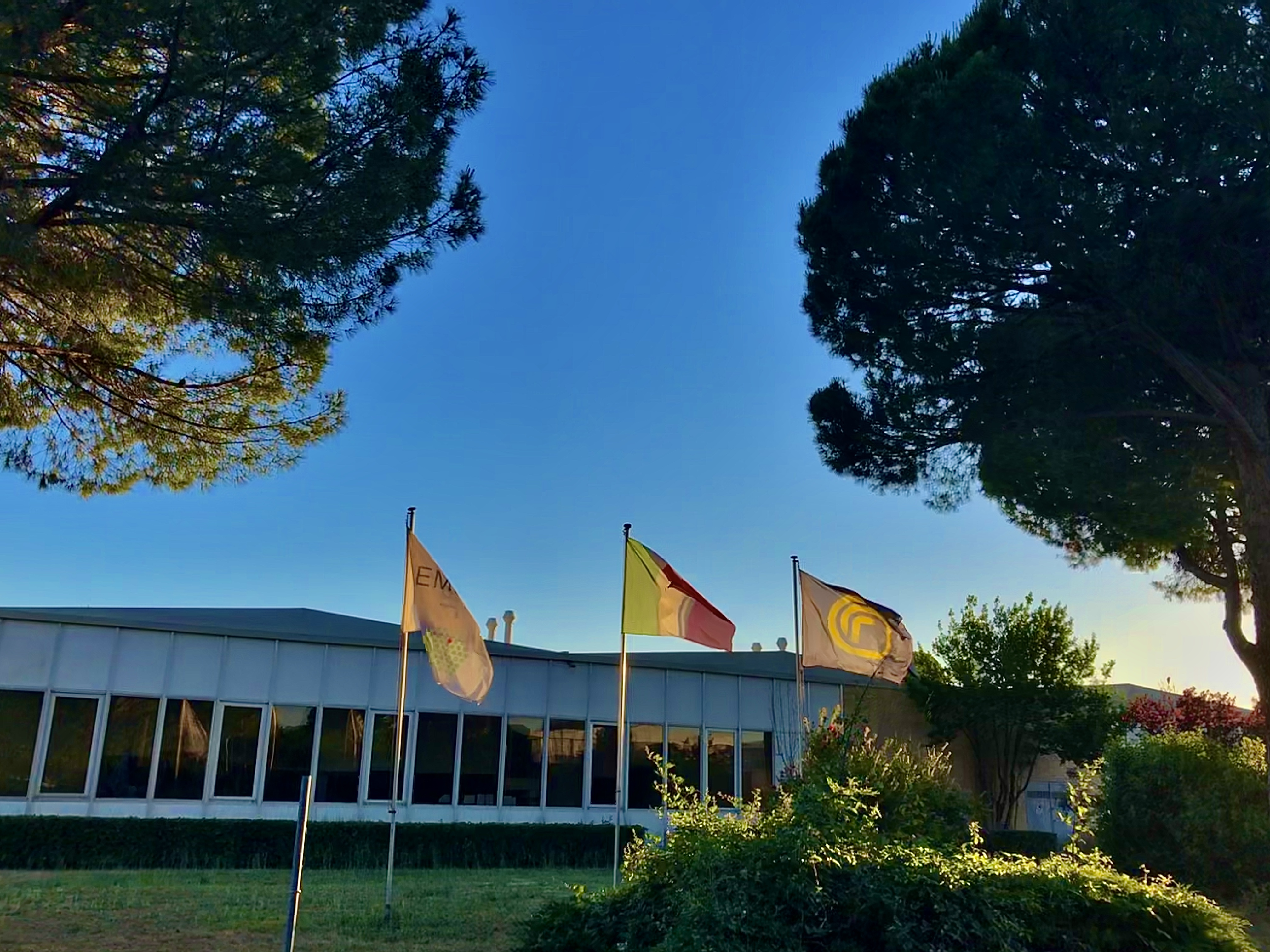
Sede di Roma

Il Laboratorio Europeo di Biologia Molecolare (in acronimo EMBL, dall'inglese European Molecular Biology Laboratory) è un istituto di ricerca di biologia molecolare, sostenuto da 20 paesi europei e dall'Australia come stato membro associato. La sede principale è ad Heidelberg. Ha sedi distaccate a Roma, Grenoble, Barcellona, Amburgo e Hinxton.

## Storia
L'EMBL è stato creato nel 1974 ed è un'organizzazione intergovernativa di ricerca finanziata con denaro pubblico dai suoi stati membri. In EMBL la ricerca viene svolta da circa 85 gruppi indipendenti che coprono i vari campi della biologia molecolare. Il Laboratorio è attivo in sei siti: il laboratorio principale a Heidelberg, e le sedi di Hinxton (l'European Bioinformatics Institute, EBI) presso Cambridge, Grenoble, Amburgo, Barcellona e Monterotondo vicino a Roma.